# Xiphophorus
«  Porte-épée (poisson) » redirige ici. Pour les autres significations, voir Porte-épée.
Genre
Le genre Xiphophorus regroupe plusieurs espèces de poissons d'eau douce de la famille des Poeciliidae natifs d'Amérique centrale (Belize, Guatemala, Honduras, Mexique).
L'étymologie du nom Xiphophorus vient du grec ξίφος / xíphos (« épée ») et φόρος / phóros (« porteur »). En français, ils portent le nom vernaculaire de porte-épée ou porte-glaive. Cependant, leur nom de Xiphophore vient du fait que les mâles de ce genre possèdent un organe copulateur spécialisé, le gonopode.

## Liste d'espèces
Selon ITIS et FishBase :
- Xiphophorus alvarezi Rosen, 1960
- Xiphophorus andersi Meyer & Schartl, 1980
- Xiphophorus birchmanni Lechner & Radda, 1987
- Xiphophorus clemenciae Alvarez, 1959
- Xiphophorus continens Rauchenberger, Kallman & Morizot, 1990
- Xiphophorus cortezi Rosen, 1960
- Xiphophorus couchianus (Girard, 1859)
- Xiphophorus evelynae Rosen, 1960
- Xiphophorus gordoni Miller & Minckley, 1963
- Xiphophorus hellerii Heckel, 1848
- Xiphophorus kallmani Meyer & Schartl, 2003
- Xiphophorus kosszanderi Meyer & Wischnath, 1981
- Xiphophorus maculatus (Günther, 1866)
- Xiphophorus malinche Rauchenberger, Kallman & Morizot, 1990
- Xiphophorus mayae Meyer & Schartl, 2002
- Xiphophorus meyeri Schartl & Schröder, 1988
- Xiphophorus milleri Rosen, 1960
- Xiphophorus montezumae Jordan & Snyder, 1899
- Xiphophorus multilineatus Rauchenberger, Kallman & Morizot, 1990
- Xiphophorus nezahualcoyotl Rauchenberger, Kallman & Morizot, 1990
- Xiphophorus nigrensis Rosen, 1960
- Xiphophorus pygmaeus Hubbs & Gordon, 1943
- Xiphophorus roseni Meyer & Wischnath, 1981
- Xiphophorus signum Rosen & Kallman, 1969
- Xiphophorus variatus (Meek, 1904)
- Xiphophorus xiphidium (Gordon, 1932)

À ces espèces, FishBase ajoute les suivantes : 
- Xiphophorus mixei Kallman, Walter, Morizot et Kazianis, 2004
- Xiphophorus monticolus Kallman, Walter, Morizot et Kazianis, 2004